# Torcé-Viviers-en-Charnie
Torcé-Viviers-en-Charnie è un comune francese di 747 abitanti situato nel dipartimento della Mayenne nella regione dei Paesi della Loira.

## Società

### Evoluzione demografica
Abitanti censiti

## Amministrazione

### Gemellaggi
- Sulzheim, Germania, dal 1967